# 懐かしのポピュラー大全集
『懐かしのポピュラー大全集』は、オムニバス・アルバム。ジャズ、カントリー、ポピュラー各分野の歌手、オーケストラ/バンド、編曲家による共演盤。1970年12月にポリドールからリリースされた。

## 収録曲
Side 1
1. 久しぶりね
2. リンダ
3. ドリーム
4. バイ・バイ・ブラックバード
5. モナ・リザ
6. チャタヌギの靴みがき

Side 2
1. 火の接吻
2. ボタンとリボン
3. プリテンド
4. 遥かなる山の呼び声
5. 涙のワルツ
6. 我が心君に泣く

Side 3
1. あと5分だけ
2. 想い想われて
3. スロー・ボート・トゥ・チャイナ
4. アゲイン
5. ブルー・レディに赤いバラ
6. センチメンタル・ジャーニイ

Side 4
1. 想い出のワルツ
2. トゥ・ヤング
3. ドミノ
4. ハイ・ヌーン
5. 貴方は私のもの
6. テネシー・ワルツ

## パーソネル
歌、コーラス
- 旗照夫（歌） *1-1, 2-3
- 笈田敏夫（歌） *1-2, 1-6
- 武井義明（歌） *1-3, 4-2
- 後藤芳子（歌） *1-4, 2-5
- 菅原洋一（歌） *1-5, 2-1, 3-5
- 黒田美治（歌） *2-2, 4-6
- キング・トーンズ（歌） *2-4, 3-1
- 高橋伸寿（歌） *2-6, 3-2
- シンガーズ・スリー（コーラス） *2-6
- ティーヴ・釜萢（歌） *3-1
- マーサ三宅（歌） *3-3, 4-3
- 西田佐知子（歌） *3-4, 4-1
- ダイアナ中森（歌） *3-6
- 藤田功（歌） *4-4, 4-5

伴奏
- 森寿夫とブルー・コーツ *1-1, 1-3, 3-6, 4-1, 4-4
- 宮間利之とニューハード・オーケストラ *1-2, 3-3, 3-5
- 世良譲とオールスターズ *1-4, 1-6, 3-1
- ニュー・ストリング・オーケストラ *1-5, 2-1, 2-3, 2-6, 3-2, 3-4, 4-2
- 原田実とワゴン・エース *2-2, 2-4, 4-6
- ポリドール・オーケストラ *2-5, 4-3, 4-5

編曲
- 半間巌一（編曲） *1-1, 1-3, 3-6, 4-1, 4-4
- 前田憲男（編曲） *1-2, 3-3, 3-5
- 大沢保郎（編曲） *1-4, 1-6, 3-1
- 小野崎孝輔（編曲） *1-5, 2-1, 2-3, 2-6, 3-2, 3-4, 4-2
- 野口武義（編曲） *2-2, 2-4, 4-6
- 川上義彦（編曲） *2-5, 4-3, 4-5